# Rite (religie)

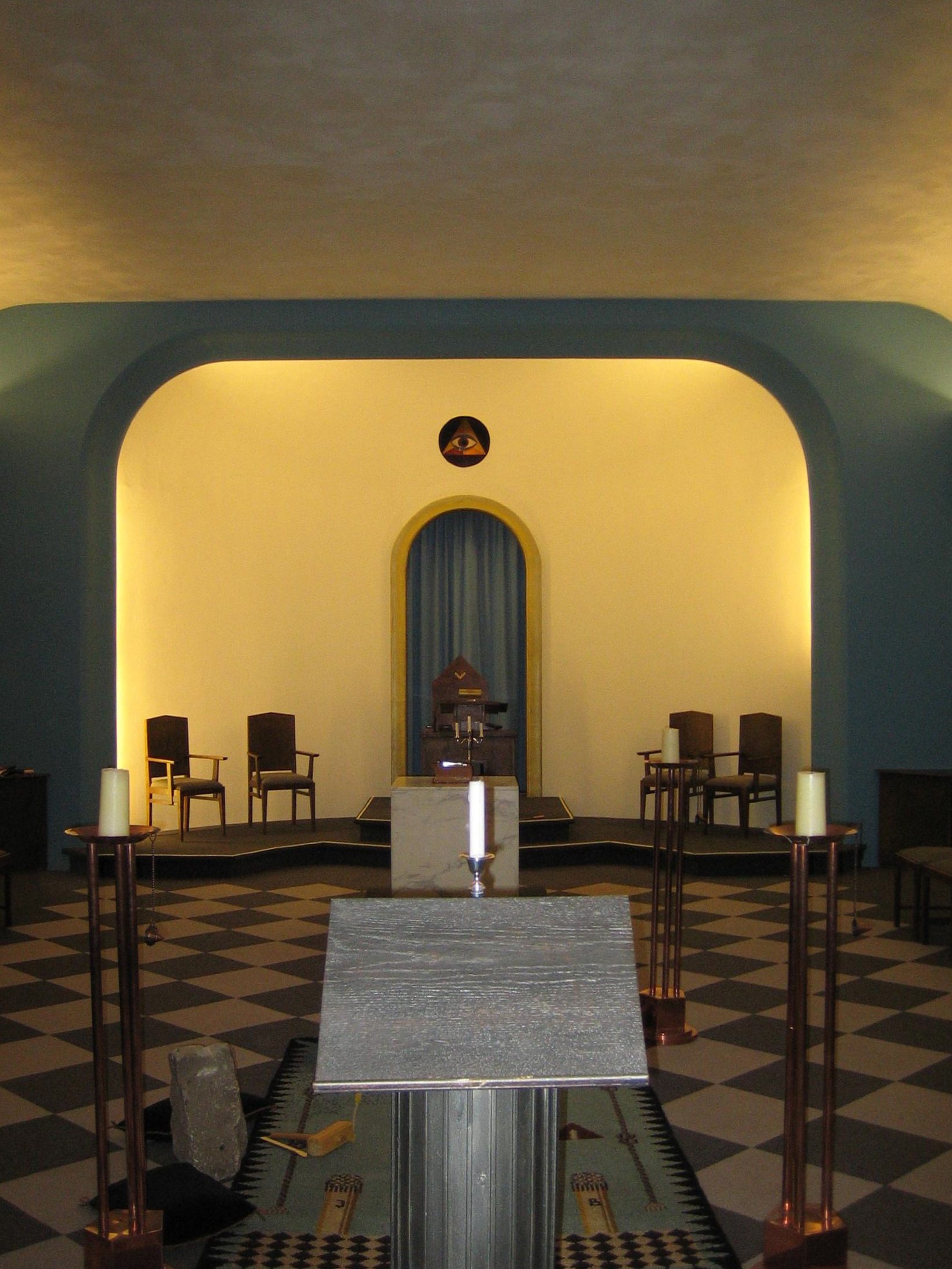
Vrijmetselaarstempel van de loge L'Union Provinciale, ingericht voor een vrijmetselaarsrite

Een rite of ritus is een vaststaande, ceremoniële, gewoonlijk godsdienstige handeling. Riten zijn er in verschillende categorieën:
- overgangsriten, die over het algemeen de sociale status van een individu veranderen, zoals huwelijk, of doop
- riten van verering, samenkomst om te bidden, zoals in een kerk, moskee of synagoge
- riten van persoonlijke toewijding, waar een individu aanbidt, zoals bij bedevaarten.

Binnen het christendom kunnen riten een specifiekere betekenis hebben, namelijk die van een bepaalde liturgie. Zo zijn er Latijnse, Ambrosiaanse en Byzantijnse en oosterse riten. Tot 1969 gold in de Rooms-Katholieke Kerk de Tridentijnse ritus als norm voor de viering van de mis. Sinds 1969 wordt meestal de Novus Ordo Missae gebruikt.
Ook binnen de vrijmetselarij spelen riten een belangrijke rol.